# Samuel und Saul

Titelseite von Samuel und Saul, Zwei hervorragende Gestalten des Alten Testamentes

Bei Samuel und Saul, zwei hervorragende Gestalten des Alten Testamentes handelt sich um eines der ersten Bücher von Franz Eugen Schlachter. Es ist erschienen 1890 im Christlichen Kolportage Verein, Gernsbach (Baden) und Winterthur, vertreten durch Carl Hirsch. 
Schlachter behandelt in diesem Büchlein in 16 Betrachtungen die biblischen Gestalten Samuel und Saul, bzw. die Haltung des Volkes „Israel“. Es handelt sich um eine Auslegung der ersten 15 Kapitel des 1. Samuelbuches. Schlachter vermittelt dem Leser aufgrund dieser Auslegung viele geistliche Wahrheiten und Lehren, indem er immer wieder Parallelen zu Alltag eines neutestamentlichen Christen zieht.
Es ist eine seiner wenigen klassischen Auslegungen, die er in Buchform herausgab.
Aus dem Inhaltsverzeichnis ist die nähere Thematik ersichtlich:
- 1.  Samuels Bedeutung
- 2.  Hannas Traurigkeit
- 3.  Hannas Gebet
- 4.  Wie Hanna ihr Gelübde dem HErrn bezahlt (1. Sam. 1,19–2,10)
- 5.  Die Sünden der Priester (1. Sam. 2,11–36)
- 6.  Samuel wird zum Propheten erweckt (1. Sam. 3)
- 7.  Das Gericht über das Haus Eli und über das Volk Israel (1. Sam. 4)
- 8.  Die Bundeslade unter den Philistern (1. Sam. 5–6,12)
- 9.  Die Rückkehr der Bundeslade (1. Sam. 6,13–7,2)
- 10. Eben-Ezer (1. Sam. 7,3–12)
- 11. Israel verlangt nach einem König (1. Sam. 8)
- 12. Wie Saul Eselinnen gesucht und ein Königreich gefunden hat(1. Sam. 9)
- 13. Saul empfängt die königliche Ausrüstung (1. Sam. 10)
- 14. Die Anerkennung Sauls durch das Volk und seine erste königliche Tat (1. Sam. 10,17–11,15)
- 15. Wie Saul sein Königtum verliert (1. Sam. 13+15) Jonathans Glaubenstat (1. Sam. 14)
- 16. Sauls Verwerfung (1. Sam. 15)

Schlachter handelt die Themen nicht theologisch, sondern praktisch-seelsorgerlich in prägnanter Sprache ab.
Er stellt den geistlich positiven Propheten Samuel dem negativen König Saul und dem wankelmütigen Volk Israel gegenüber und zieht dann Parallelen zum heutigen praktischen geistlichen Leben.